# Daranak
Daranak (en arménien Դարանակ ; anciennement Dara) est une communauté rurale du marz de Gegharkunik, en Arménie. Fondée en 1921, elle compte 161 habitants en 2008.